# Listen♪
Listen♪（りっすん）は、Date fmで月曜から木曜の夕方に生放送されていたラジオ番組である。2009年10月1日開始、2013年3月28日終了。

## 放送時間
- 月曜～木曜 16:30～18:55（JST）
  - 月〜木 16:30 - 19:55（2011.3 - 2011.6　※「Music Groovin'」担当の名護が週末の震災情報担当となったための措置）
  - 月〜木 16:30 - 18:30（2011.7 - 　※名護が平日夕方枠に復帰。これまでの番組に変わって「Pray for MIYAGI 〜おもいをつないで〜」(月～金 18:30～18:50)を放送するため時間短縮）

## パーソナリティ
- 月曜 - 木曜：野口あきこ（前番組のBe-POPから引き続き担当）

## コーナー
- 16:30 オープニング
- 17:00 TRAFFIC（交通情報）
- 17:15 Weather（天気予報）
- 17:20 ラジオ劇団『小さな奇跡』 （ネット番組）
- 17:30 TRAFFIC（交通情報）
- 17:35 Listen♪ ROOM
- 18:00 TRAFFIC（交通情報）
- 18:05 Listen♪ ROOM
- 18:20 TRAFFIC（交通情報）
- 18:45 Date-FM MEGA PLAY
- 18:50 エンディング